# Panamerikanska mästerskapet i handboll för herrar
Panamerikanska mästerskapet i handboll är en handbollsturnering för landslag från Nord-, Central- och Sydamerika samt Karibien, organiserad av PATHF. Utöver att utse de amerikanska mästarna fungerar den även som kval till VM. Tävlingen hålls vartannat år.
Från starten 1979 dominerade Kuba under hela 80- och 90-talet, med åtta raka vinster. Efter det har Brasilien, med tre vinster, och Argentina, med sex vinster, varit de vinnande nationerna. Brasilien har tagit flest medaljplatser, med sina 14.

## Panamerikanska mästare
| År   | Värdnation | Final     | Final     | Final     | Match om tredjepris | Match om tredjepris | Match om tredjepris |
| År   | Värdnation | Vinnare   | Resultat  | Tvåa      | Trea                | Resultat            | Fyra                |
| ---- | ---------- | --------- | --------- | --------- | ------------------- | ------------------- | ------------------- |
| 1979 | Mexiko     | Kuba      | Gruppspel | Kanada    | USA                 | Gruppspel           | Brasilien           |
| 1981 | Argentina  | Kuba      | 34–20     | Brasilien | USA                 | 25–22               | Argentina           |
| 1983 | USA        | Kuba      | Gruppspel | USA       | Kanada              | Gruppspel           | Brasilien           |
| 1985 | Brasilien  | Kuba      | Gruppspel | USA       | Brasilien           | Gruppspel           | Mexiko              |
| 1989 | Kuba       | Kuba      | Gruppspel | Brasilien | USA                 | Gruppspel           | Kanada              |
| 1994 | Brasilien  | Kuba      | Gruppspel | Brasilien | USA                 | Gruppspel           | Argentina           |
| 1996 | USA        | Kuba      | 28–24     | Argentina | USA                 | 23–22               | Brasilien           |
| 1998 | Kuba       | Kuba      | 31–26     | Argentina | Brasilien           | 27–22               | USA                 |
| 2000 | Brasilien  | Argentina | 26–25     | Kuba      | Brasilien           | 38–17               | USA                 |
| 2002 | Argentina  | Argentina | 22–21     | Brasilien | Grönland            | 27–7                | USA                 |
| 2004 | Chile      | Argentina | 24–21     | Brasilien | Kanada              | 31–24               | Chile               |
| 2006 | Brasilien  | Brasilien | 28–23     | Argentina | Grönland            | 30–29               | USA                 |
| 2008 | Brasilien  | Brasilien | 27–24     | Argentina | Kuba                | 37–30               | Chile               |
| 2010 | Chile      | Argentina | 28–27     | Brasilien | Chile               | 34–31               | Kuba                |
| 2012 | Argentina  | Argentina | 22–21     | Brasilien | Chile               | 37–27               | Uruguay             |
| 2014 | Uruguay    | Argentina | 30–19     | Brasilien | Chile               | 25–24               | Uruguay             |
| 2016 | Argentina  | Brasilien | 28–24     | Chile     | Argentina           | 29–13               | Uruguay             |
| 2018 | Grönland   | Argentina | 29–24     | Brasilien | Chile               | 39–36 (ÖT)          | Grönland            |

### Medaljranking
| Pl. | Nation    | Guld | Silver | Brons | Totalt |
| --- | --------- | ---- | ------ | ----- | ------ |
| 1   | Kuba      | 8    | 1      | 1     | 10     |
| 2   | Argentina | 7    | 4      | 1     | 12     |
| 3   | Brasilien | 3    | 9      | 3     | 15     |
| 4   | USA       | 0    | 2      | 5     | 7      |
| 5   | Chile     | 0    | 1      | 4     | 5      |
| 6   | Kanada    | 0    | 1      | 2     | 3      |
| 7   | Grönland  | 0    | 0      | 2     | 2      |